# 3. Reserve-Division (Deutsches Kaiserreich)
Die 3. Reserve-Division war ein Großverband der Preußischen Armee im Ersten Weltkrieg.

## Geschichte
Die Division wurde zu Beginn des Ersten Weltkriegs gebildet und zunächst an der Ostfront eingesetzt. Mitte Mai 1917 verlegte der Großverband an die Westfront und war bis Kriegsende in Kampfhandlungen eingebunden.

### Gefechtskalender

#### 1914
- 19. bis 20. August – Schlacht bei Gumbinnen
- 21. bis 31. August – Schlacht bei Tannenberg
- 05. bis 15. September – Schlacht an den Masurischen Seen
- 16. September – Gefecht bei Augustów
- 25. September bis 2. Oktober – Gefechte bei Raczki
- 01. Oktober bis 5. November – Stellungskämpfe bei Grajewo-Wizajny
- 13. bis 16. November – Schlacht in der Rominter Heide
- ab 17. November – Stellungskämpfe um die Feldstellung Lötzen-Angerapp

#### 1915
- bis 7. Februar – Stellungskämpfe um die Feldstellung Lötzen-Angerapp
- 07. bis 22. Februar – Winterschlacht in Masuren
- 21. Februar bis 12. August – Stellungskämpfe vor Lomsha-Osowiec
- 19. August bis 8. September – Njemen-Schlacht
- 09. September bis 2. Oktober – Schlacht bei Wilna
- ab 3. Oktober – Stellungskämpfe zwischen Krewo-Smorgon-Narotsch-Tweretsch

#### 1916
- Stellungskämpfe zwischen Krewo-Smorgon-Narotsch-Tweretsch

#### 1917
- bis 11. Mai – Stellungskämpfe zwischen Krewo-Smorgon-Narotsch-Tweretsch
  - 23. Januar bis 3. Februar – Winterschlacht an der Aa
- 10. bis 14. Mai – Transport nach dem Westen
- 15. Mai bis 3. Juni – Grenzschutz an der belgisch-niederländischen Grenze
- 07. bis 20. Juni – Kämpfe vor der Siegfriedfront
- 21. Juni bis 28. Juli – Kämpfe in der Siegfriedstellung
- 30. Juli bis 30. September Schlacht in Flandern
- 01. Oktober bis 18. November – Stellungskampf im Oberelsass
- ab 20. November – Stellungskämpfe nördlich der Ailette

#### 1918
- bis 20. April – Stellungskämpfe nördlich der Ailette
- 20. April bis 8. Juni – Kämpfe an der Avre und bei Montdidier und Noyon
- 09. bis 13. Juni – Schlacht bei Noyon
- 09. Juni bis 5. Juli – Kämpfe an der Avre und Matz
- 05. bis 15. Juli – Stellungskämpfe westlich Soissons
- 15. bis 17. Juli – Stellungskämpfe zwischen Aisne und Marne
- 18. bis 25. Juli – Abwehrschlacht zwischen Soissons und Reims
- 26. Juli bis 3. August – Bewegliche Abwehrschlacht zwischen Marne und Vesle
- 04. bis 20. August – Reserve der OHL bei der 18. Armee
- 21. August bis 2. September – Schlacht bei Monchy-Bapaume
- 03. bis 26. September – Kämpfe vor der Siegfriedfront
- 28. September bis 17. Oktober – Abwehrschlacht in Flandern
- 18. bis 24. Oktober – Nachhutkämpfe zwischen Yser und Lys
- 02. bis 4. November – Nachhutkämpfe beiderseits der Schelde
- 05. bis 11. November – Rückzugskämpfe vor der Antwerpen-Maas-Stellung
- ab 12. November – Räumung des besetzten Gebietes und Marsch in die Heimat

## Gliederung

### Kriegsgliederung bei Mobilmachung 1914
- 5. Reserve-Infanterie-Brigade
  - Reserve-Infanterie-Regiment Nr. 2
  - Reserve-Infanterie-Regiment Nr. 9
- 6. Reserve-Infanterie-Brigade
  - Reserve-Infanterie-Regiment Nr. 34
  - Reserve-Infanterie-Regiment Nr. 49
- Reserve-Dragoner-Regiment Nr. 5
- Reserve-Feldartillerie-Regiment Nr. 3
- 2. Reserve-Kompanie/Pommersches Pionier-Bataillon Nr. 2

### Kriegsgliederung vom 22. August 1918
- 5. Reserve-Infanterie-Brigade
  - Füsilier-Regiment „Königin Viktoria von Schweden“ (Pommersches) Nr. 34
  - Reserve-Infanterie-Regiment Nr. 49
  - Grenadier-Regiment „König Friedrich Wilhelm IV.“ (1. Pommersches) Nr. 2
  - 1. Eskadron/3. Badisches Dragoner-Regiment „Prinz Karl“ Nr. 22
- Artillerie-Kommandeur Nr. 73
  - Reserve-Feldartillerie-Regiment Nr. 3
  - IV. Bataillon/Reserve-Fußartillerie-Regiment Nr. 14
- Pionier-Bataillon Nr. 303
- Divisions-Nachrichten-Kommandeur Nr. 403

## Kommandeure
| Dienstgrad      | Name                     | Datum                                |
| --------------- | ------------------------ | ------------------------------------ |
| Generalleutnant | Kurt von Morgen          | 02. August bis 6. November 1914      |
| Generalleutnant | Richard Kolewe           | 07. November 1914 bis 18. Juli 1915  |
| Generalmajor    | Paul Weinschenck         | 12. Februar 1916 bis 1. Februar 1917 |
| Generalleutnant | Heinrich von Vietinghoff | 02. Februar bis 21. April 1917       |
| Generalleutnant | Rudolf Rusche            | 22. April 1917 bis 23. November 1918 |